# Bird Walk
Bird Walk è il primo singolo estratto dal secondo album in studio di Soulja Boy, iSouljaBoyTellem. La canzone, è uscita il 23 ottobre 2008 ed è stata eseguita per la prima volta al YouTube Live il 22 novembre 2008, con un'introduzione di MC Hammer.
Il singolo, ha raggiunto la posizione numero 40 della classifica Hot R&B/Hip-Hop Songs, la posizione numero 17 della Hot Rap Songs e la posizione numero 2 della Bubbling Under Hot 100.

## Videoclip
Il videoclip, è stato girato al Morris Brown College di Atlanta, in Georgia. Il video, raffigura Soulja Boy vestito da giocatore di football americano mentre balla. Nel video, sono presenti anche Arab, Ja-Bar, CashCamp e Miami Mike.

## Classifiche
| Classifica (2008-2009)                  | Posizione più alta |
| --------------------------------------- | ------------------ |
| U.S. Bubbling Under Hot 100 (Billboard) | 2                  |
| U.S. Hot R&B/Hip-Hop Songs (Billboard)  | 40                 |
| U.S. Hot Rap Songs (Billboard)          | 17                 |